# Albrecht Erlacher
Albrecht Erlacher (* 2. April 1820 in Raffelsdorf; † 11. April 1870 in Mölbling) war ein österreichischer Realitätenbesitzer und Politiker.

## Leben
Erlacher war der Sohn des Besitzers des Lattachhofes in Raffelsdorf Josef Erlacher (17. Februar 1776–11. März 1850) und dessen Ehefrau Aloisia geb. Reyer (* 15. Mai 1786; † 5. Januar 1856). Er war römisch-katholisch und heiratete am 28. Mai 1855 Maria Nußbaumer (5. August 1822–21. September 1887). Aus der Ehe gingen keine Kinder hervor.
Erlacher lebte als Realitätenbesitzer in Mölbling wo er auch Gemeinderat war. 1860 wurde er zum Sachverständigen in Grundlasten-Ablösungs- und Regulierungsgeschäften für den Distrikt Friesach ernannt.
Vom 18. Februar 1867 bis zu seinem Rücktritt am 30. August 1869 war er Abgeordneter im Kärntner Landtag.